# Agnes von Kurowsky
Agnes von Kurowsky Stanfield (Germantown (Philadelphia), 5 januari 1892 - 25 september 1984) was een Amerikaanse verpleegster die de inspiratie vormde voor het personage "Catherine Barkley" in Ernest Hemingways A Farewell to Arms. 
Kurowsky diende tijdens Wereldoorlog I als verpleegster in een Amerikaans Rode Kruisziekenhuis in Milaan. Een van haar patiënten was de 19-jarige Hemingway, die verliefd werd op de zeven jaar oudere Agnes. Toen Hemingway in januari 1919 voldoende hersteld was om terug te reizen naar de VS, maakten ze plannen om binnen enkele maanden te trouwen. Dat ging echter niet door: in een brief van 7 maart 1919 schreef ze dat ze zich had verloofd met een Italiaans officier. Kurowsky zou uiteindelijk wel terugkeren naar de VS, maar ze ontmoetten elkaar nooit meer.
Hemingway gebruikte zijn ervaringen in Italië als basis voor tien korte verhalen. Fictieve personages gebaseerd op Kurowsky verschijnen in zijn korte verhalen A Very Short Story en The Snows of Kilimanjaro, evenals in zijn roman A Farewell to Arms.